# GOS
Pour les articles homonymes, voir Gos (homonymie).
 (septembre 2012).

gOS est une distribution GNU/Linux sortie le 1er novembre 2007 et abandonnée en 2011. Basée sur Ubuntu et utilisant GNOME comme environnement de bureau par défaut (depuis la version 2 de gOS), elle a été créée par 'Good OS LLC', une compagnie basée à Los Angeles. La société la décrit comme « un OS alternatif incluant Google Apps et d'autres applications Web 2.0 pour l'utilisateur moderne. »
Elle était pré-installée sur des Everex Green gPC TC2502 vendus dans les magasins Wal-Mart.
La légèreté de l'environnement de bureau Enlightenment (version 1 et 2-beta de gOS) et la forte intégration des applications web lui permet de fonctionner sur des ordinateurs anciens avec une configuration matérielle limitée.
gOS est fourni avec un certain nombre d'applications pour la plupart libres, et son utilisation axée sur des docks icônes style Mac avec une réplique du fameux Stacks amenant à différentes applications web comme Google Docs, Wikipédia, MySpace, Gmail, ainsi que des applications locales comme GIMP et Skype.